# Coleophora aestuariella
Coleophora aestuariella is een vlinder uit de familie kokermotten (Coleophoridae). De wetenschappelijke naam is voor het eerst geldig gepubliceerd in 1984 door Bradley.
De soort komt voor in Europa.